# Aleksander Mendyk
Aleksander „Olo”, „Olass” Mendyk (ur. 7 lutego 1979 w Bydgoszczy, zm. 30 listopada 2008 w Krakowie) – polski muzyk, kompozytor, wokalista i autor tekstów, gitarzysta. Aleksander Mendyk występujący w zespole Acid Drinkers, którego był członkiem w latach 2004–2008. Równolegle występował w grupie Flapjack, a wcześniej grał w zespołach None i Sweet Noise.

## Życiorys
Pochodził z Buszkowa. W rodzinnej wsi ukończył szkołę podstawową, następnie w pobliskim Koronowie w liceum ogólnokształcącym zdał maturę. Studiował na Uniwersytecie Kazimierza Wielkiego w Bydgoszczy.
Aleksander Mendyk działalność artystyczną podjął pod koniec lat 90. Współpracował z zespołami lokalnymi, które nie zyskały większego rozgłosu. W 1999 roku wraz z perkusistą Tomaszem „Demolką” Molką założył zespół None. Wraz z grupą nagrał trzy albumy studyjne No One (2000), Procreation (2001) oraz Black Star (2003). W międzyczasie występował jako muzyk koncertowy w formacji Sweet Noise. W maju 2004 roku muzyk dołączył do thrashmetalowej grupy Acid Drinkers, w której zastąpił Tomasza „Lipę” Lipnickiego. Na początku 2005 Mendyk ostatecznie odszedł z None, aby poświęcić się działalności w Acid Drinkers.
Równolegle z działalnością w Acid Drinkers w połowie 2004 roku artysta zastąpił w charakterze gitarzysty Roberta „Litzę” Friedricha w thrashmetalowym zespole Flapjack. Ostatni koncert z zespołem dał w lipcu 2007 roku. W 2008 roku ukazał się jedyny album Acid Drinkers zarejestrowany z Mendykiem w składzie pt. Verses of Steel. Został wyróżniony później nagrodą polskiego przemysłu fonograficznego, Fryderykiem.

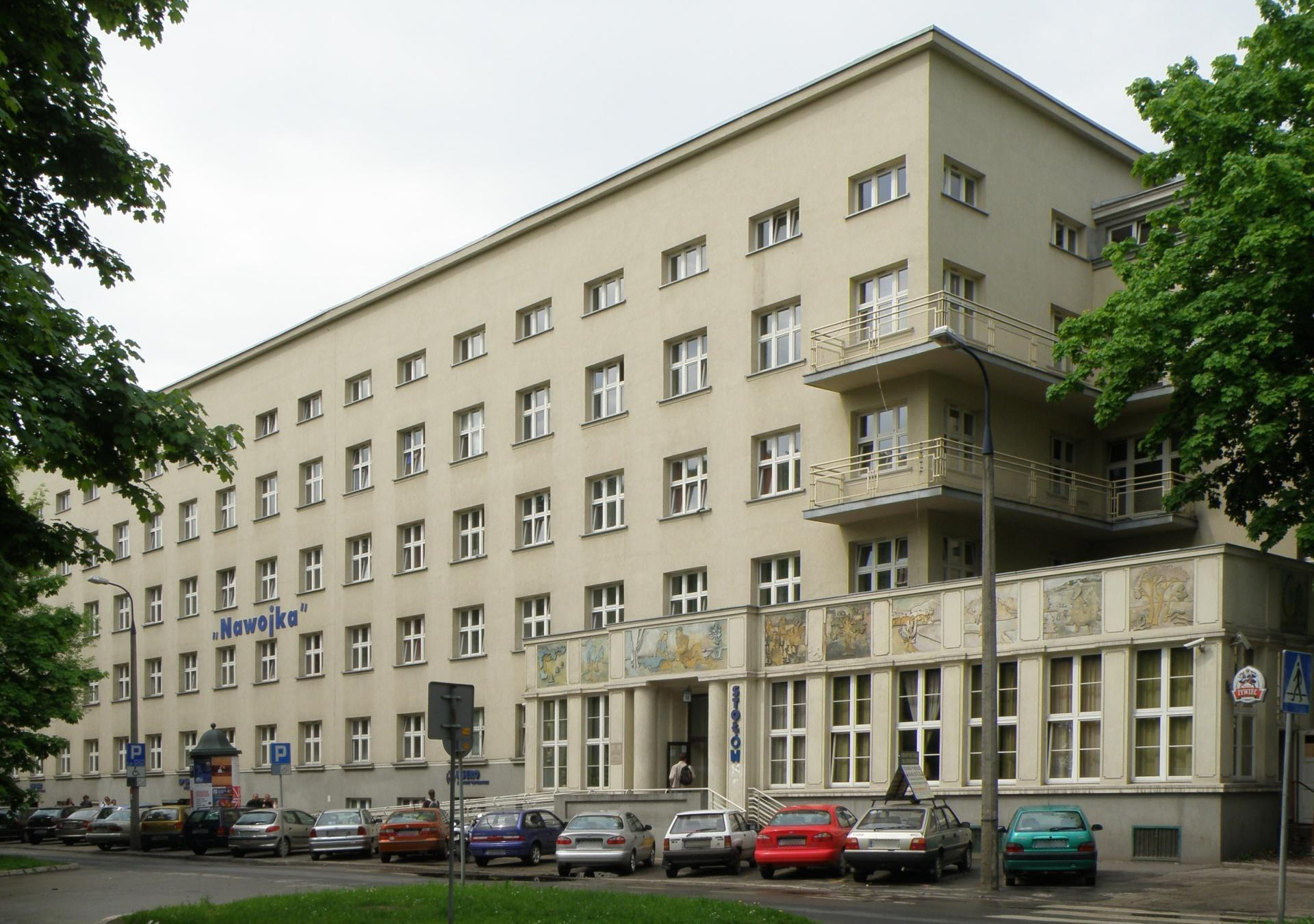
Dom studencki „Nawojka” w Krakowie, przy ul. Władysława Reymonta 11

Aleksander Mendyk chorował na astmę. Po zagraniu ostatniego występu grupy Acid Drinkers na trasie koncertowej pod nazwą „Verses Of Steel”, w nocy 30 listopada 2008 roku muzyk nagle zmarł w Krakowie w hotelu studenckim Nawojka. Przyczyną śmierci była ostra niewydolność krążeniowa spowodowana zaburzeniami rytmu serca. Pogrzeb Aleksandra Mendyka odbył się 6 grudnia 2008 w rodzinnym Buszkowie.
W styczniu 2009 roku jedna z gitar Mendyka, Gibson Flying V została zlicytowana w ramach akcji Wielkiej Orkiestry Świątecznej Pomocy. Instrument przekazała rodzina zmarłego muzyka. W 2012 roku ślady gitar i wokaliz zarejestrowane przez Mendyka zostały wykorzystane w utworze „Reborn” na albumie Keep Your Heads Down grupy Flapjack.

## Instrumentarium
- Gitara: 2x Gibson Flying V[14]
- Struny: Ernie Ball 10- 52[14]
- Wzmacniacz: PEAVEY 5150[14]
- Kolumna: Mesa Boogie Rectifier Traditional[14]
- Digitech Whammy[14]
- Wah Wah Dunlop Cry Baby[14]
- Ibanez Phazer[14]
- Electro-Harmonix Phazer[14]
- Electro-Harmonix Chorus[14]
- Boss Noise Gate[14]
- Boss Tuner[14]

## Dyskografia
NoNe
- No One (2000, Metal Mind Productions)
- Procreation (2001, Metal Mind Productions)
- Black Star (2003, Metal Mind Productions)

Acid Drinkers
- The Hand That Rocks the Coffin (2006, DVD, Metal Mind Productions)
- Verses of Steel (2008, Mystic Production)